# Camilla Sylvest
Camilla Sylvest (født 23. november 1972 i Glostrup) er en dansk erhvervskvinde. Hun var koncerndirektør for Novo Nordisks kommercielle strategi fra 2017 til 2025, hvor hun 3. april stoppede på posten med øjeblikkelig virkning.

## Baggrund og uddannelse
Camilla Sylvest var tidligere gift med Henning Therkelsen, der er arkitekt og industriel designer med egen virksomhed, og de har børnene Holger og Caroline.
Hun har en kandidateksamen i Økonomi fra Syddansk Universitet fra 1998 og har en executive MBA fra Scandinavian International Management Institute.

## Karriere
Camilla Sylvest startede sin karriere i Novo Nordisk i 1996. I 2015 blev hun øverste chef for Novo Nordisks kinesiske forretning, hvilket hun var indtil 2017, hvor hun blev koncernchef for Novo Nordisk' kommercielle strategi. 3. april 2025 meddelte virksomheden, at Sylvest efter eget ønske stoppede med øjeblikkelig virkning på posten.
Camilla Sylvest blev i 2017 valgt ind i Danish Crowns bestyrelse. 